# Батальон Армии Людовой «Четвертаки»
Батальон Армии Людовой «Четвертаки» (пол. Batalion Armii Ludowej im. Czwartaków) — это польское партизанское подразделение Армии Людовой, которое действовало на оккупированной нацистской Германией территории Польши.
Название подразделения взято в честь «четвертаков»: солдат и офицеров 4-го полка линейной пехоты 2-й пехотной дивизии Царства Польского, участвовавшего в польском восстании 1830—1831 гг..

## История
В конце 1943 года главное командование Гвардии Людовой приняло решение создать в Варшаве специальный штурмовой отряд для выполнения особо важных, сложных и рискованных операций, обеспечения безопасности особо важных объектов и охраны высшего военно-политического руководства движения. В связи с этим, отряд изначально создавался как обособленное подразделение постоянной боевой готовности, находившееся в прямом подчинении командования I округа Гвардии Людовой «Варшава-город».
В качестве основы для создания подразделения была взята ранее созданная боевая организация «Союза борьбы молодых» (к этому времени уже вошедшая в состав Гвардии Людовой в качестве отдельного подразделения под условным обозначением «M-XIV»).
Командиры и личный состав подразделения проходили курсы военной подготовки (которые проводил Зигмунт Душиньский), а в дальнейшем повышали квалификацию в ходе тренировок и занятий по обмену опытом.
В декабре 1943 года создание отряда было завершено, в это время отряд представлял собой взвод (pluton im. Czwartaków) из 40 человек. Командиром отряда был назначен Лех Кобылинский («Конрад»), его заместителями стали Эдвин Розлубирский («Густав») и Елена Козловская («Оля»).
Отряд провел серию операций по захвату оружия у немцев и полицейских, а также участвовал в распространении и расклейке листовок.
17 декабря 1943 боевая группа из состава отряда совершила налёт на караульное помещение фабрики «Betriebsgesellschaft Bielany» (немецкое наименование польской фабрики «Blaszanka») на Белянах. В результате операции было захвачено несколько пистолетов VIS.
В феврале 1944 во время операции по разоружению «синего» полицейского на улице Гжибовской по боевой группе из трёх «чвартаков» — Тадеуш Петшак, «Адам» и «Филипек» — внезапно открыл огонь шедший по улице полицейский агент в штатском. В начавшейся перестрелке «синий» полицейский сбежал, а полицейский агент был застрелен (трофеем «чвартаков» стал находившийся у него пистолет FN), однако при отступлении раненый «Адам» был схвачен немцами, доставлен в тюрьму Павяк и погиб во время допроса.
В начале марта 1944 года отряд был развёрнут в штурмовую роту «Четвертаки» (kompania im. Czwartaków).
11 марта 1944 трое «чвартаков» заложили бомбу в колодце на углу улиц Ходжей и Халубиньского — у здания окружного управления железных дорог, на линии связи, обеспечивавшей телефонную связь с Берлином. Взрывом бомбы линия связи была выведена из строя, при отступлении был застрелен один «синий» полицейский.
Вслед за этим, в марте 1944 года в отряд перешёл взвод АК из Воли (24 человека, командир Генрик Сипак «Дон Кихот»).
17 апреля 1944 бойцы батальона разоружили охрану фабрики «Philips» на перекрёстке улиц Корольковой и Гжибовской. В операции участвовали восемь «чвартаков», в караульном помещении завода были уничтожены три охранника завода (у которых захватили два пистолета и автомат), во время отступления был застрелен офицер люфтваффе.
В мае 1944 года два бойца батальона «чвартаков» («Тадеуш» и «Филипек») по приказу командования округа «Варшава-город» участвовали в охране нелегального съезда РППС на конспиративной квартире на Карольковой улице (в работе съезда принимали участие около 20 человек из руководства РППС и представитель ППР).
В июле 1944 года рота «Четвертаки» была преобразована в батальон AL «Четвертаки» и приобрела следующую структуру:
- командование: командир батальона Лех Кобылинский, заместитель командира батальона по организационным вопросам — Эдвин Розлубирский[2]
- 1-я рота — личный состав из активистов ZWM[2], командир Ришард Казал («Зигмунт»), после его гибели — Лех Матавовский («Мирек»)[7]
- 2-я рота — личный состав в основном из активистов ZWM[2], командир Тадеуш Петшак («Тадек»)[7]
- 3-я рота — личный состав в основном из активистов Рабочей милиции РППС[2], командир Ришард Суский («Жарлок»)[7]

Батальон состоял из молодёжи в возрасте от 17 до 23 лет (большинство составляла молодёжь из Воли, Охоты и других районов и пригородов Варшавы). Организационная структура батальона строилась по образцу армейского подразделения (батальоны были разделены на роты, роты — на взводы, взводы — на отделения, каждое отделение из 11 человек включало два звена из пяти человек), однако из соображений конспирации, не проводил общих собраний. В большинстве операций батальона действовали небольшие боевые группы (отделение или звено).
В середине июля 1944 года два взвода из состава батальона покинули Варшаву и были отправлены в Люблинские леса, чтобы забрать у действовавших в районе Баранува и Погонува партизан груз оружия.
Руководство AK не поставило AL в известность о намерении поднять вооружённое восстание в Варшаве, планах и сроках выступления, поэтому начало Варшавского восстания 1 августа 1944 варшавские силы AL встретили неподготовленными, часть имевшихся тайников с оружием и складов с продовольствием и снаряжением оказалась недоступны (поскольку остались на территории, контролируемой немцами). Тем не менее, сразу же после начала восстания, варшавское командование AL отдало приказ всем активистам и сторонникам выйти из подполья и сражаться вместе с АК.
В соответствии с решением командования округа AL «Варшава-город» о укрупнении существующих подразделений AL, батальон был пополнен активом ППР, получил новое наименование (IV. batalion AL im. Czwartaków) и вступил в бои на улице Млынарской, улице Вольской и улице Гурчевской. В дальнейшем, вместе с другими подразделениями AL, батальон принимал участие в других боях с немцами.
В первые дни восстания практически все повстанцы носили на рукаве одинаковые бело-красные повязки цветов национального флага, что затрудняло идентификацию их принадлежности. С 4 августа 1944 года, в соответствии с соглашением между командованием AL и AK, повстанцы AK носили нарукавные повязки с литерами «АК», повстанцы AL — нарукавные повязки с литерами «АL». Получили такие повязки и «четвертаки».
6 августа 1944 погиб командир 1-й роты батальона Лех Матавовский.
14 августа 1944 на баррикаде на Замковой площади погиб командир 3-й роты батальона Ришард Суский, поднявший повстанцев на контратаку.
Основные силы батальона длительное время удерживали здания на улицах Мостовой и Рыбаков в Старом Городе, здесь они отбили 14 немецких атак и несколько раз сами переходили в контратаки. Ночью с 20 на 21 августа 1944 позиции батальона на кожевенной фабрике (в конце Мостовой улицы) немцы обстреляли из шестиствольных реактивных миномётов Nebelwerfer.
22 августа 1944 батальон AL «Чвартаки» и отряд АК «Зоська» совместно атаковали Гданьский вокзал.
12 сентября 1944 командующий АК генерал Т. Коморовский наградил офицера батальона «чвартаков» Эдвина Розлубирского (во главе отряда AL оборонявшего подходы к площади Трёх Крестов со стороны Повисле) крестом «Virtuti Militari» V класса.
На завершающем этапе восстания часть солдат батальона сумела покинуть Старе Място и по подземным коммуникациям перейти в район Жолибож (одной из повстанческих рот в этих районах командовал польский коммунист немецкого происхождения Теодор Куфель, будущий начальник военной контрразведки ПНР). Некоторую информацию о деятельности батальона на этом этапе восстания даёт сохранившийся приказ командования AL в Жолибоже № 26 от 19 сентября 1944, в соответствии с которым звания сержанта получили отличившиеся бойцы батальона «Адам» и «Кароль». Также, в приказе упомянуто, что в запасную роту батальона направлено пополнение — прибывший из госпиталя подпоручик «Генрик» и прибывшие из медпункта рядовые «Клипа» и «Збых».
В целом, в Варшавском восстании батальон понёс тяжёлые потери: из почти 400 человек личного состава в живых осталось только 103.
Последняя операция с участием солдат батальона началась 14 октября 1944 года, когда специальная диверсионная парашютно-десантная группа, которой командовал майор Мирослав Краевский «Петр» (12 «чвартаков») была сброшена в районе Пиотркува с грузом оружия для 3-й бригады AL. После выполнения поставленной задачи, группа действовала в немецком тылу до выхода через линию фронта. В ходе операции погиб командир группы, майор Краевский.

## Память

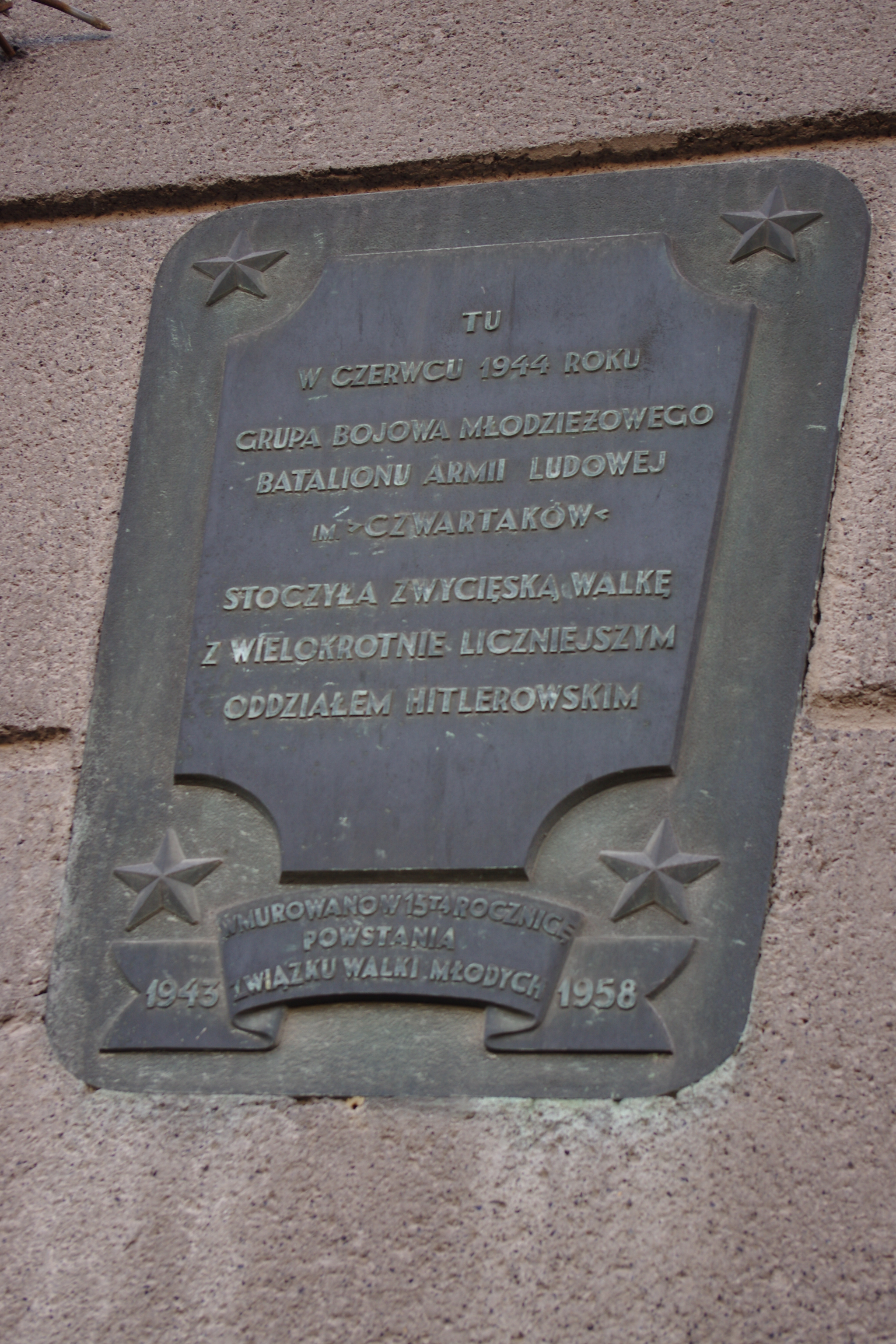
памятная доска о операции боевой группы батальона в июне 1944 года, установленная на здании PAST (Варшава)

- в 1965 году в честь батальона была названа бригада внутренних войск ПНР (Nadwiślańska Brygada Ministerstwa Spraw Wewnętrznych im. Czwartaków AL).
- в 1986 году на верфи в Щецине был построен и передан Польскому морскому пароходству сухогруз «Batalion Czwartaków» водоизмещением 33700 тонн (в 2000 году он был выведен из эксплуатации)[18]
- в честь батальона названа школа № 57 в Варшаве (Szkoła Podstawowa nr 57 im. Czwartaków AL), расположенная в районе Мокотув по адресу ул. Л. Нарбутта, 31.

## Отражение в культуре и искусстве
- «Podziemny front» — 7-серийный телесериал о деятельности батальона и варшавской организации AL, выпущенный в 1965 году Польским телевидением[19]

## Дополнительная информация
- именно бойцы батальона обеспечивали охрану членов Крайовой Рады Народовой[2] и высшего военного командования Армии Людовой в Варшаве[1].